# Pterostichus stygicus
Pterostichus stygicus är en skalbaggsart som beskrevs av Thomas Say 1823. Pterostichus stygicus ingår i släktet Pterostichus och familjen jordlöpare. Inga underarter finns listade i Catalogue of Life.